# Modern Farmer
A Modern Farmer (hangul: 모던파머, Modon Phamo, RR: Modeon Pameo) dél-koreai televíziós sorozat, melyet az SBS csatorna vetített 2014. október 18-tól I Honggi (Lee Hong-gi), I Hani (Lee Ha-nui), I Sion (Lee Si-eon) és Pak Minu (Park Min-woo) főszereplésével szombat és vasárnap esténként 20:45-től.

## Történet
Az Excellent Souls rockegyüttesnek nem megy túl jól, a feloszlás szélén állnak. Amikor Mingi, az énekes egyszer csak földet örököl vidéken, úgy döntenek, lemennek oda kínai kelt termeszteni, aminek eladásából akarnák finanszírozni a lemezkiadást. Amikor megérkeznek, kiderül, hogy a falu fiatal vezetője nem más, mint Mingi gyerekkori szerelme.

## Szereplők

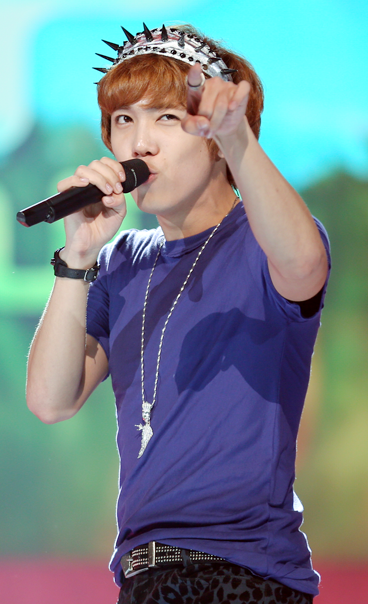
I Honggi (Lee Hong-gi)
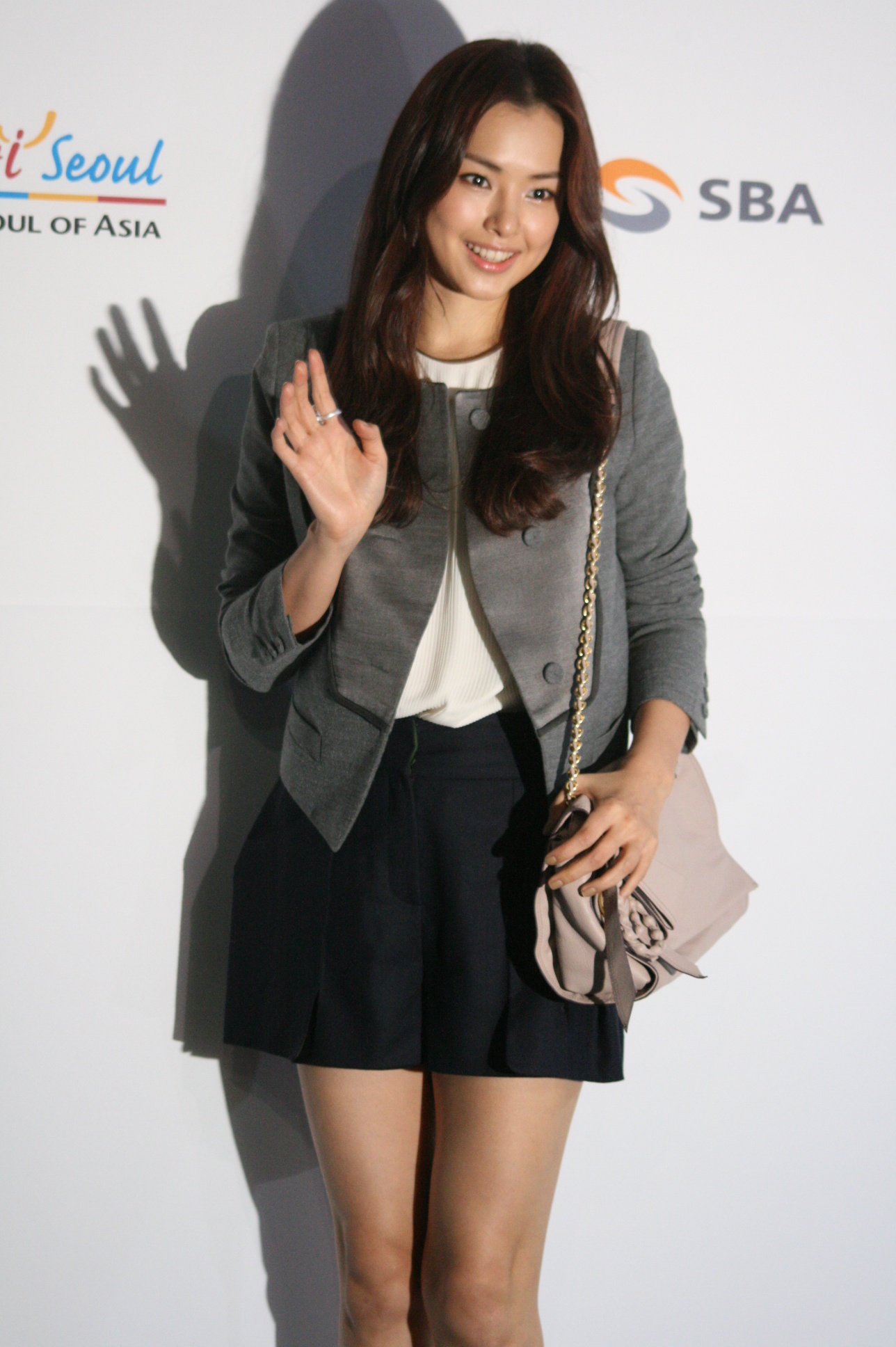
I Hani (Lee Ha-nui)
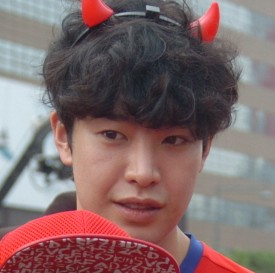
Pak Minu (Park Min-woo)